# Enrico Ghisler
Enrico Ghisler – włoski strzelec, medalista mistrzostw świata.
Największym osiągnięciem Ghislera było zdobycie srebrnego medalu na pierwszych mistrzostwach świata w strzelectwie w 1897 roku. Włoch wywalczył go w karabinie dowolnym leżąc z 300 m, w którym lepszy był tylko Frank Jullien. Drużynowo Włosi zajęli ostatnie piąte miejsce. 
Źródła nie odnotowują jego żadnych dalszych sukcesów na mistrzostwach świata; nie brał też udziału w igrzyskach olimpijskich.

## Medale mistrzostw świata
Opracowano na podstawie materiału źródłowego:
| Mistrzostwa | Konkurencja                  | Wynik                 | Miejsce |
| ----------- | ---------------------------- | --------------------- | ------- |
| Lyon 1897   | Karabin dowolny leżąc, 300 m | 169 punktów (lub 318) | 2       |